# Buñuel (Spagna)
Buñuel è un comune spagnolo di 2 371 abitanti situato nella comunità autonoma della Navarra.